# Karl Otto Götz
Karl Otto Götz (Aquisgrana, 22 febbraio 1914 – Niederbreitbach, 19 agosto 2017) è stato un pittore tedesco.
Già membro del gruppo artistico Cobra, fu curatore della rivista Meta dal 1948 al 1953.
Durante la seconda guerra mondiale combatté nelle file tedesche e sviluppò un particolare interesse per le immagini dei radar.
Dopo una breve fase surrealista ha poi creato un proprio particolare stile.